# Arte partecipata
L'arte partecipata (o partecipativa) usa un approccio al fare arte che coinvolge direttamente il pubblico nel processo creativo, autorizzandolo a divenire coautore, editor e osservatore dell'opera medesima. 

## Caratteristiche
L'intento dell'arte partecipata è quello di sfidare quella modalità dominante di fare arte, tipica dell'occidente, per la quale una piccola classe di artisti crea mentre il pubblico recita il ruolo passivo di osservatore o consumatore, acquirente - nel supermercato dell'arte - dell'opera dei professionisti. Questa forma d'arte risulta incompleta quando non comprenda una interazione fisica degli spettatori. 
Alcune opere su commissione, che hanno reso nota l'arte partecipativa, sono il teatro dell'oppresso di Augusto Boal e gli happening di Allan Kaprow.
Un lavoro artistico, che sia interattivo e partecipato, può essere definito di arte partecipativa e può anche essere categorizzato con termini quali arte relazionale, pratica sociale e nuova forma d'arte pubblica.
L'arte tradizionale e l'arte tribale sono in qualche modo considerate forme d'arte partecipativa, nel senso che - alla loro creazione - hanno preso parte molti o tutti i membri della società. Come scrisse l'etno-musicologo Bruno Nett, il gruppo tribale "non ha specializzazione o professionalità; la sua divisione di compiti dipende quasi esclusivamente dal sesso o - occasionalmente - dall'età e soltanto raramente vengono inclusi individui abili in misura distintiva in qualche tecnica… le stesse composizioni musicali sono note a tutti i membri del gruppo ed esiste una bassa specializzazione nella composizione, nell'esecuzione o nella creazione degli strumenti musicali".
Nell'edizione Autunno/Inverno dell'Oregon Humanities Magazine, lo scrittore Eric Gold descrive "una tradizione artistica chiamata social practice, che fa riferimento ad opere d'arte nelle quali l'artista, il pubblico e le loro reciproche interazioni sono il medium. Mentre un pittore usa pigmenti e tele e uno scultore adopera legno o metallo, l'artista d'arte sociale è solito creare scenari nei quali il pubblico viene invitato a partecipare. Sebbene i risultati possano essere documentati tramite fotografie, video o simili, il lavoro artistico consiste pienamente nelle interazioni che sorgono dal coinvolgimento del pubblico con l'artista e con il contesto".
Un esempio di applicazione dell’arte partecipativa in ambito urbano e digitale è il MAUA – Museo di Arte Urbana Aumentata, un museo diffuso che coinvolge abitanti, studenti e artisti nella realizzazione di opere digitali in realtà aumentata associate a murales. Il progetto è stato descritto da Simone Azzoni come un dispositivo artistico in cui il pubblico assume un ruolo attivo nella costruzione di narrazioni condivise legate ai contesti urbani in cui è inserito.